# Melampsora

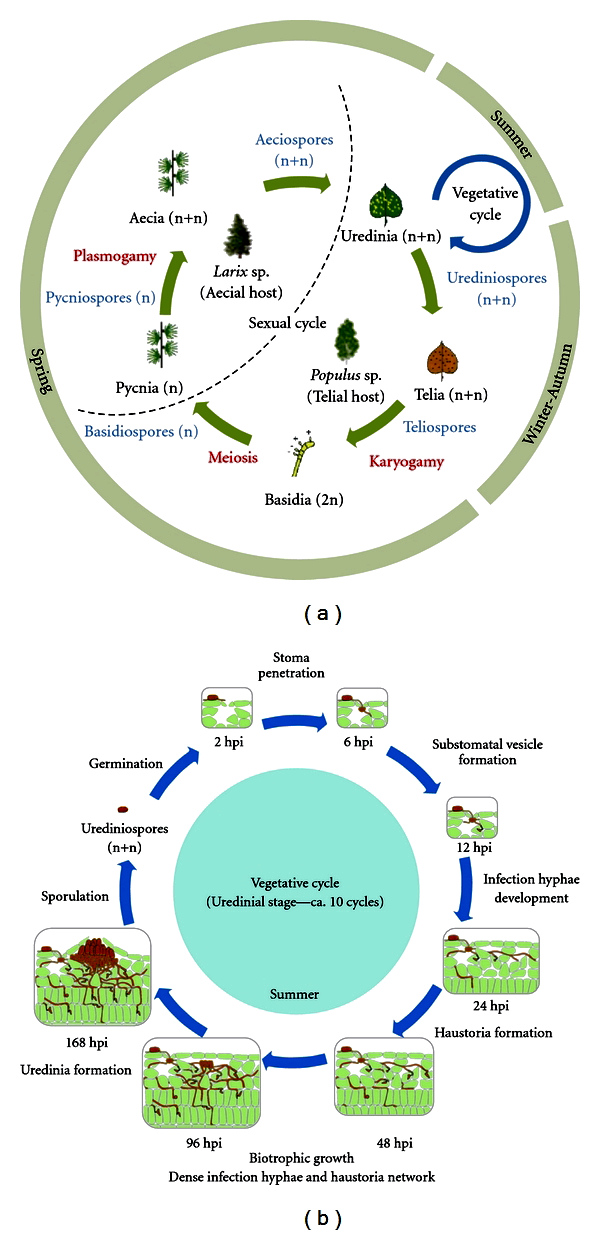
Schema levenscyclus van de heteroecische lariks-populierenroest. hpi=uren na infectie.

Melampsora is een geslacht van de familie Melampsoraceae behorend tot de Pucciniales. Melampsora-soorten zijn biotrofe plantpathogenen. De typesoort is Melampsora euphorbiae.

## Levenscyclus
Sommige soorten zijn heteroecisch en hebben twee niet-verwante waardplanten nodig om hun levenscyclus te voltooien. Op de ene waardplant (onder andere Lariks, Pinus, Abies, Cedrus, Pseudotsuga, Tsuga, Mercurialis) worden spermogonia (pycnia) en aecia gevormd en op de andere waardplant (populier, wilg of berk) uredinia en telia.
Er zijn ook autoecische soorten, waarbij de levenscyclus op dezelfde waardplant plaatsvindt, zoals hertshooiroest, wolfsmelkroest en amandelwilgroest.
De uredinia hebben naast urediniosporen ook parafysen. De parafyse kan knotsvormig, kopvormig of perifeer ingebogen zijn. De urediniospore kan min of meer rond tot langwerpig zijn.
De telia zijn subepidermaal. De teliospore is zuilvormig en eencellig.
De aecia hebben geen peridium.

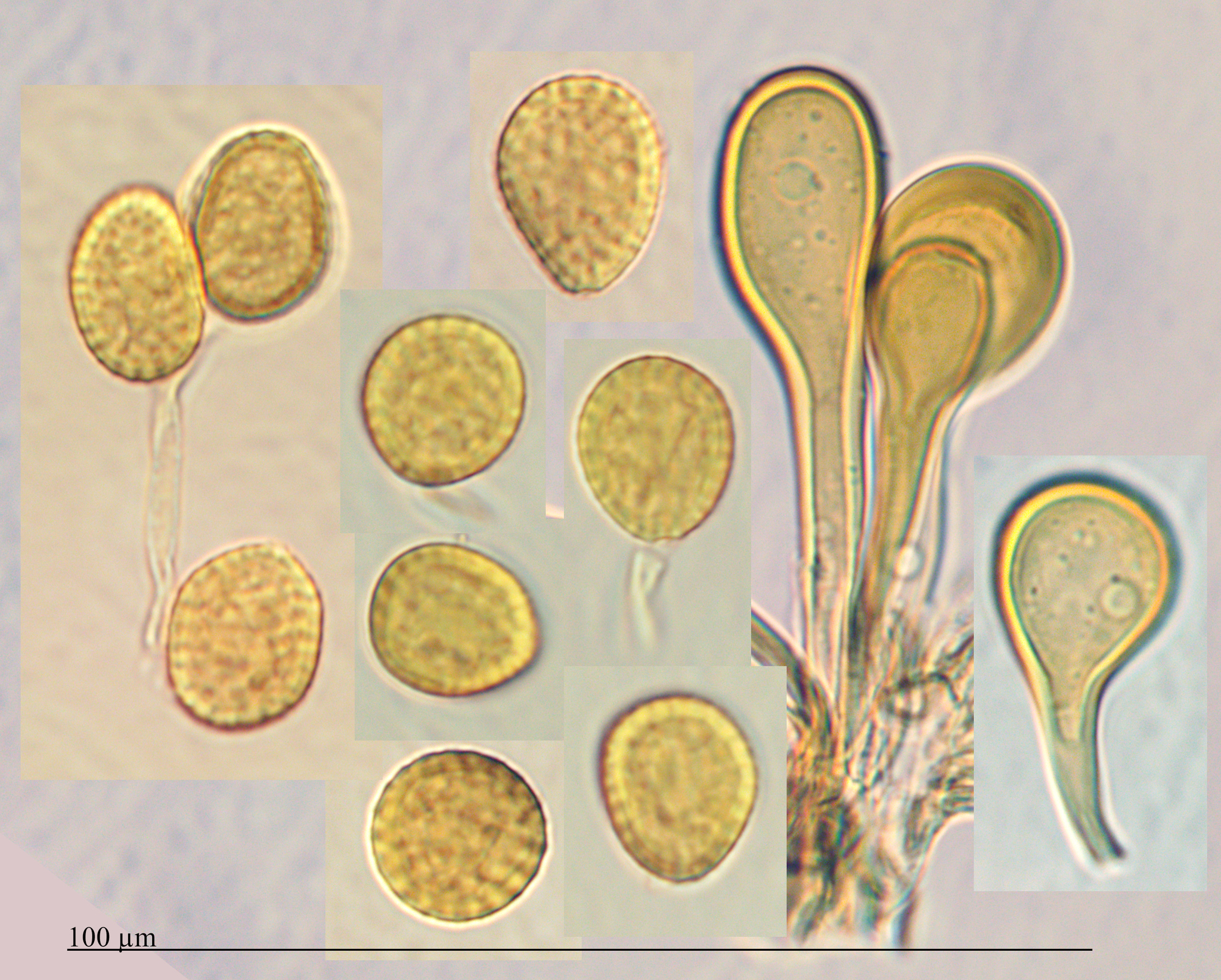
Ronde urediniosporen met knotsvormige parafysen van waardrijke wilgenroest
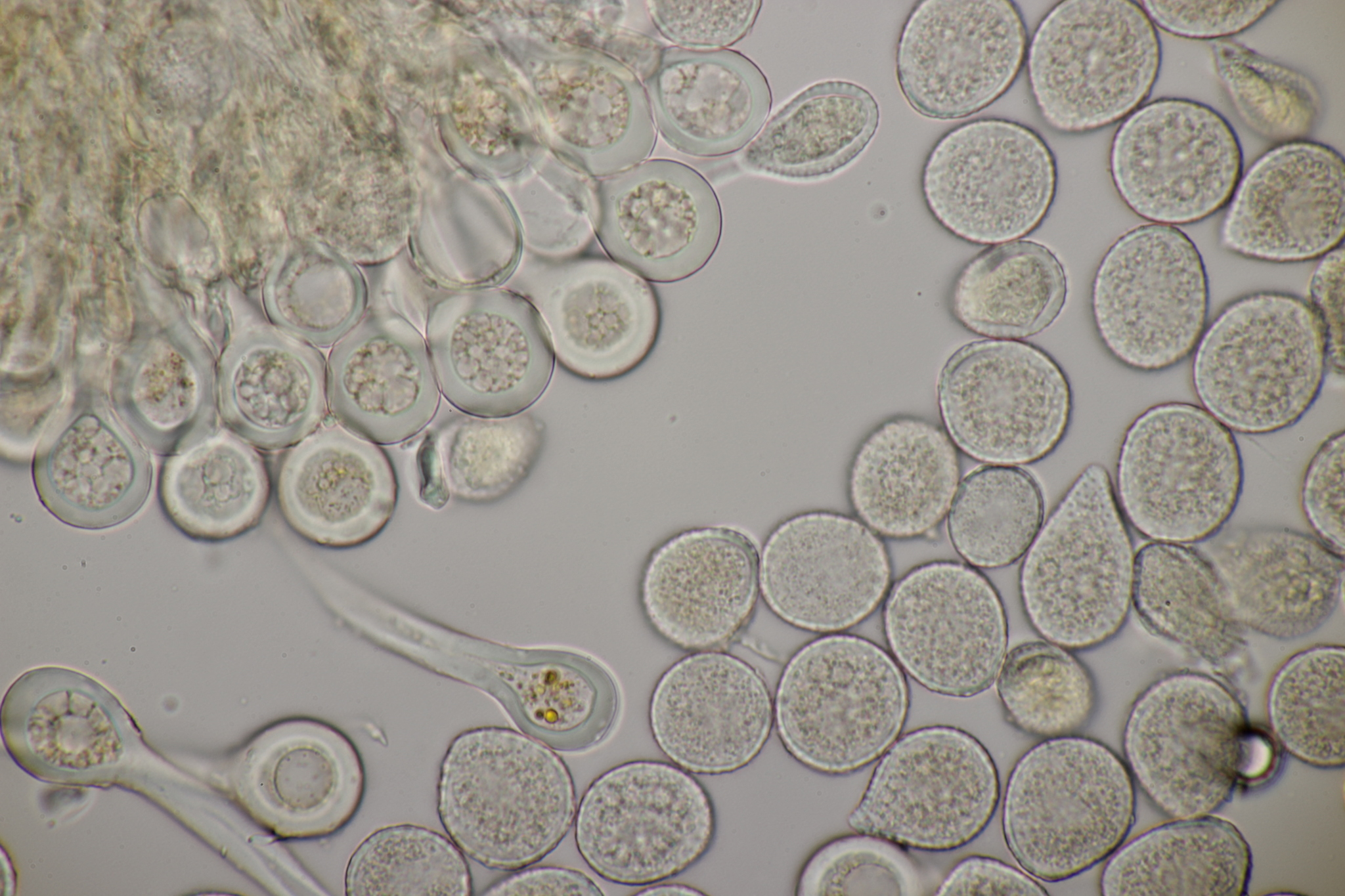
Knotsvormige parafysen en ronde urdiniosporen van wolfsmelkroest
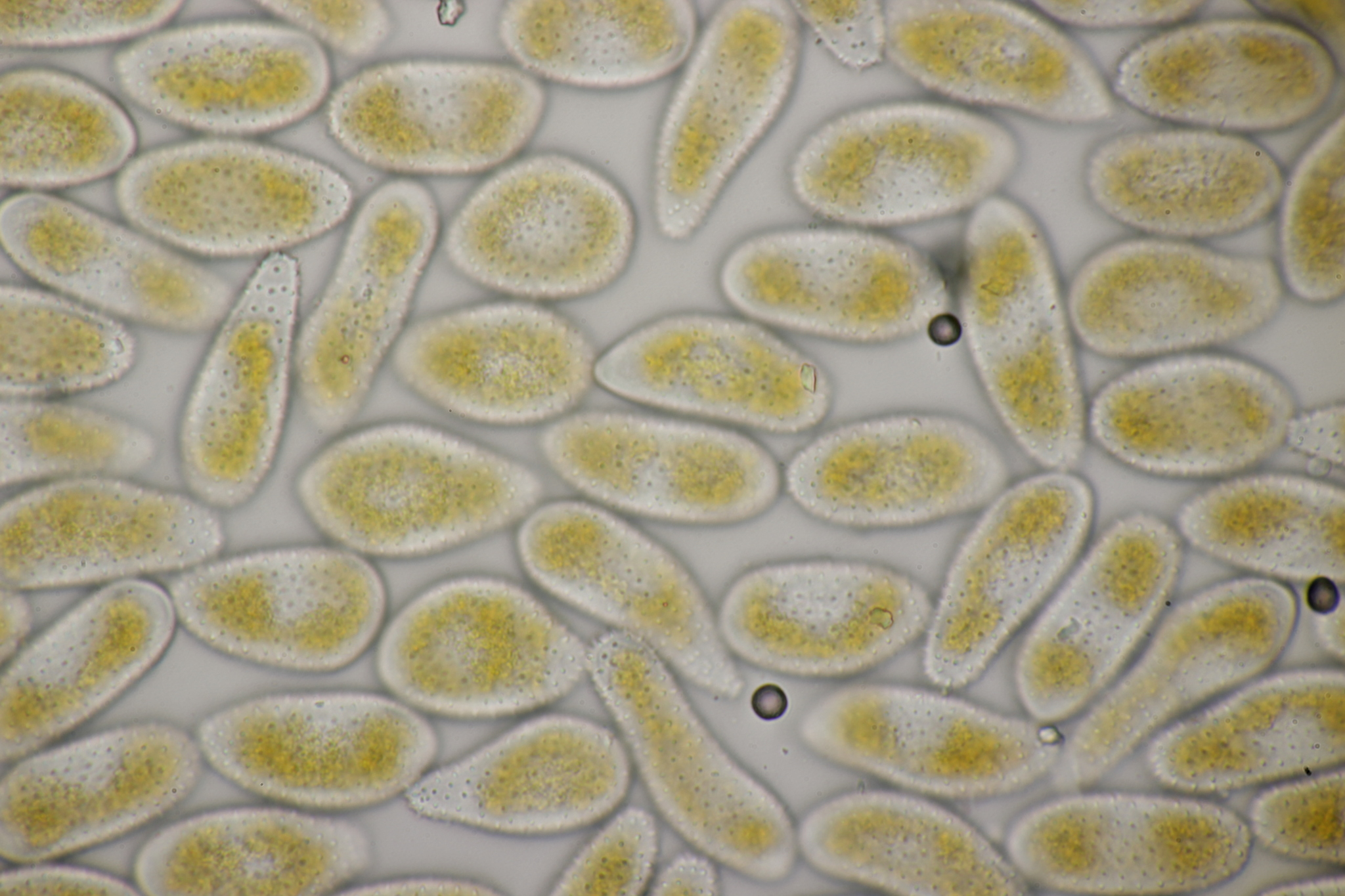
Langwerpige urediniosporen van look-populierenroest
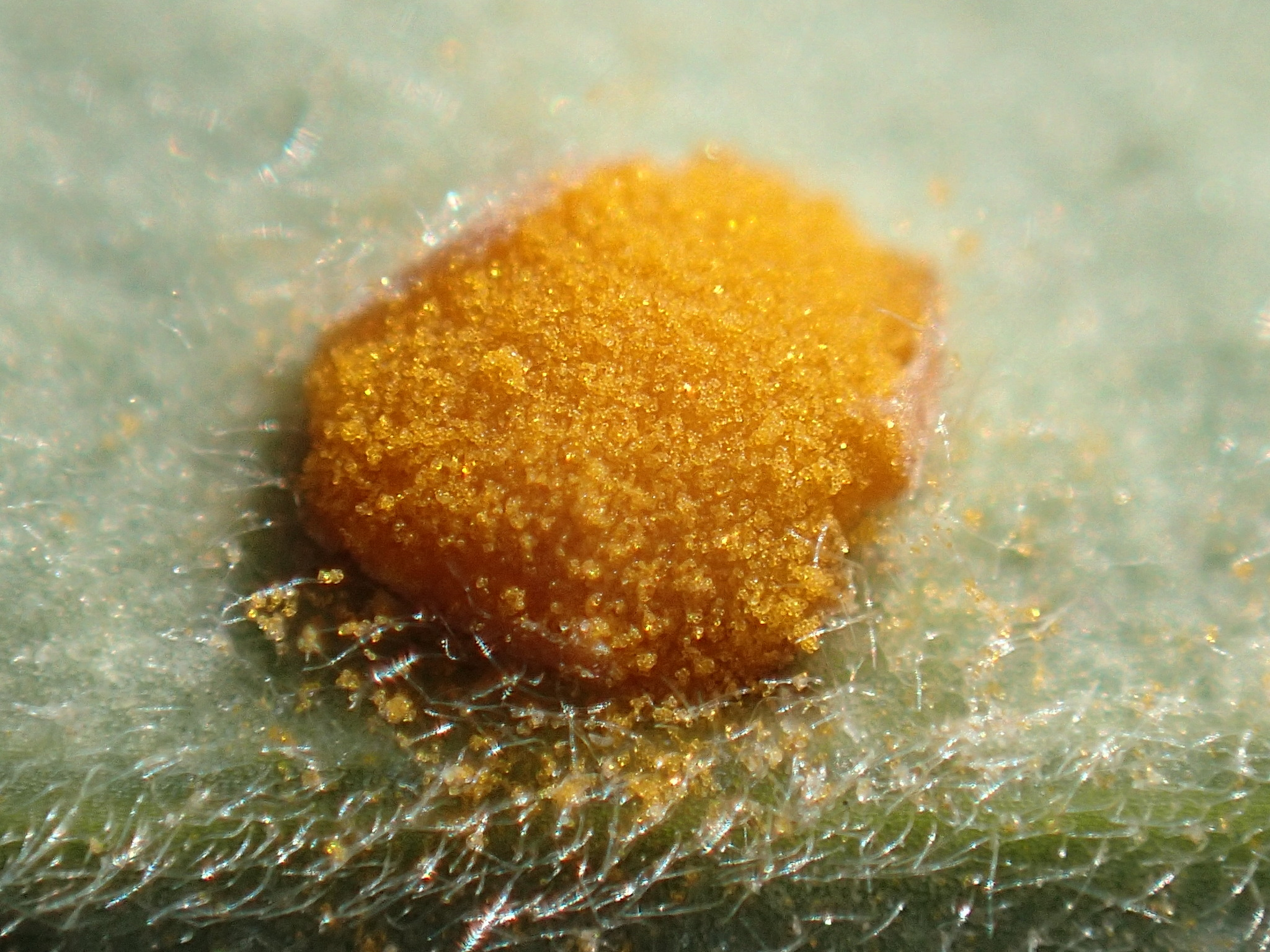
Uredinium van wolfsmelkroest
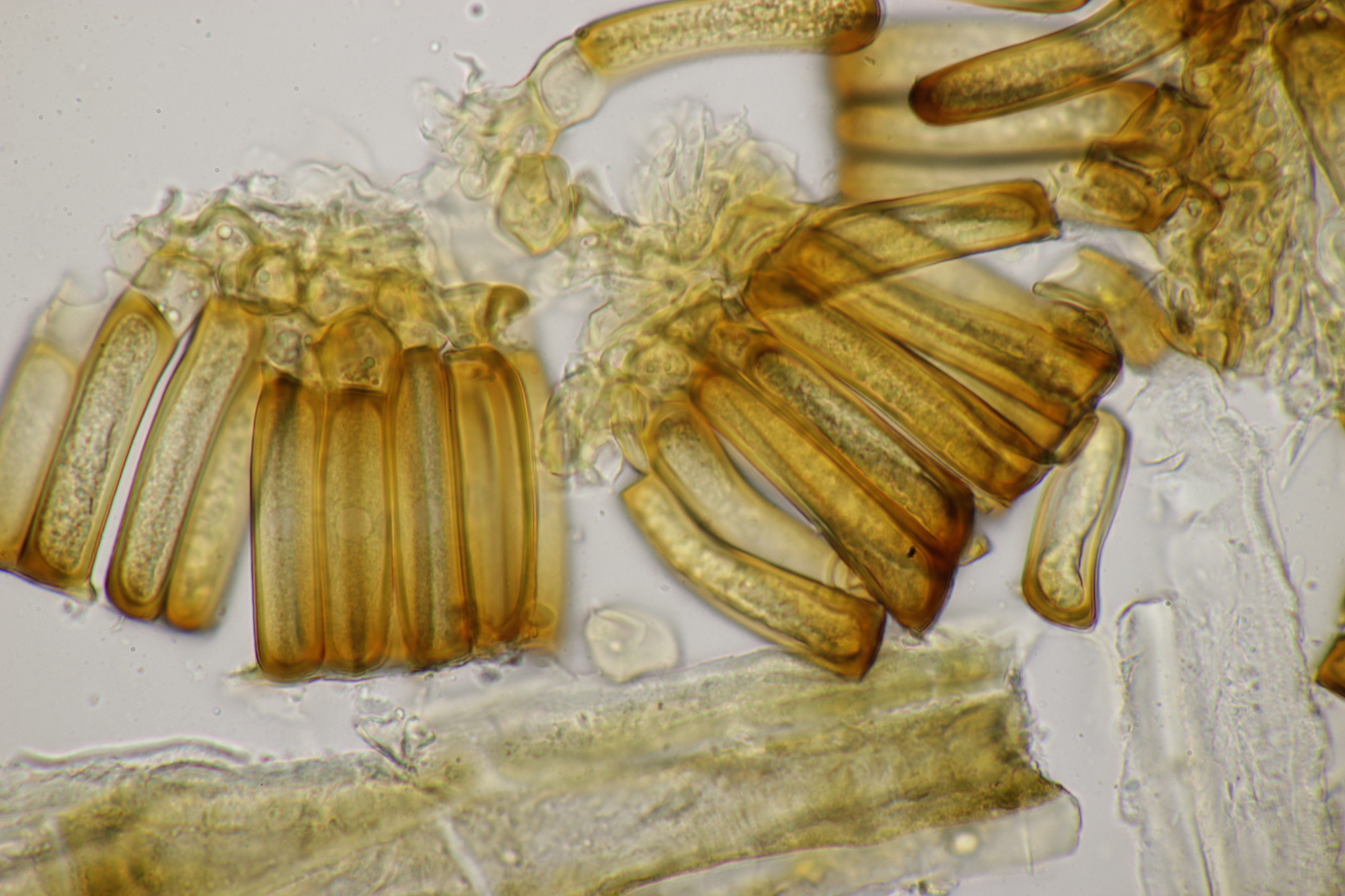
Teliosporen van wolfsmelkroest
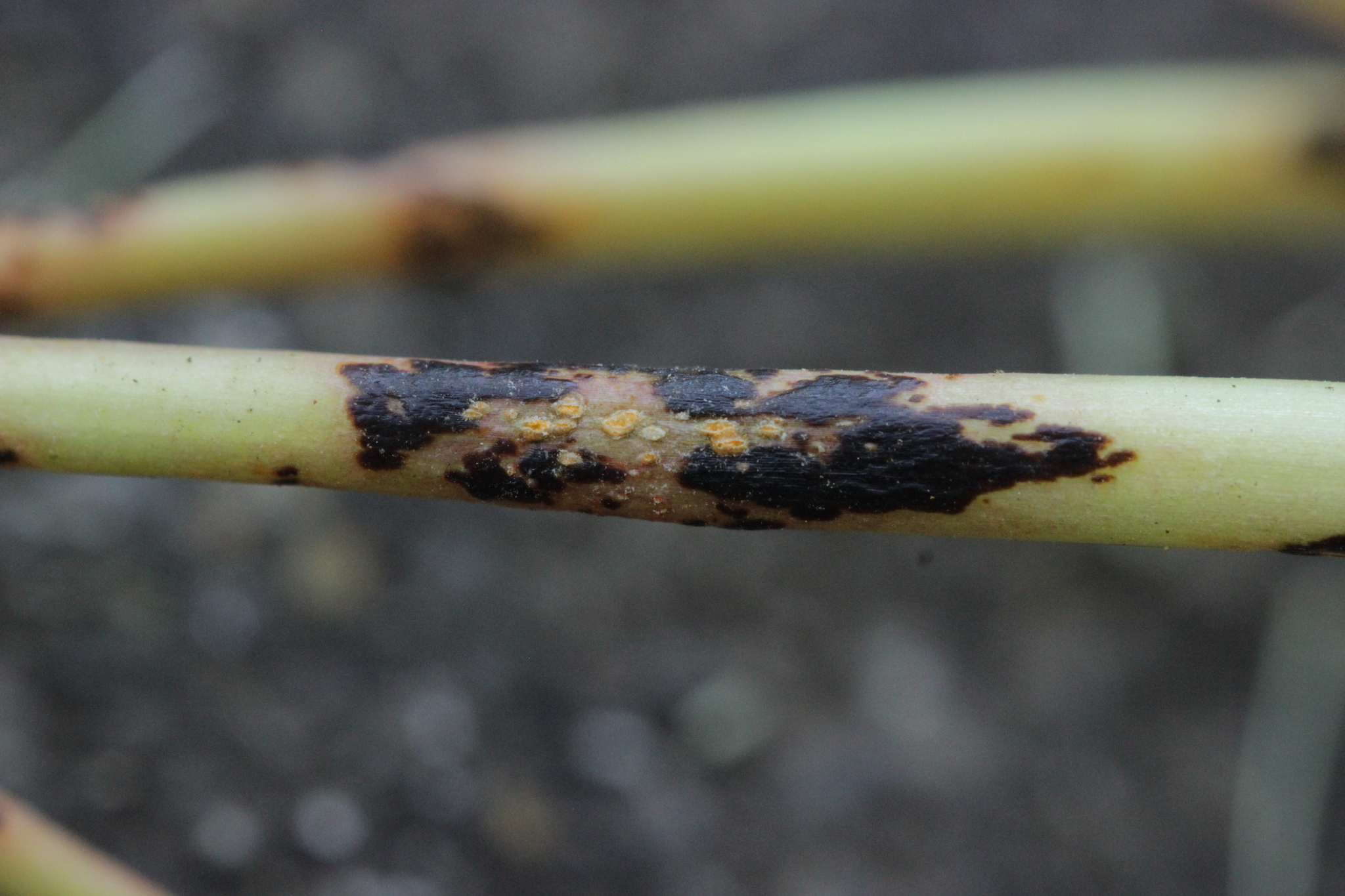
Telia van wolfsmelkroest
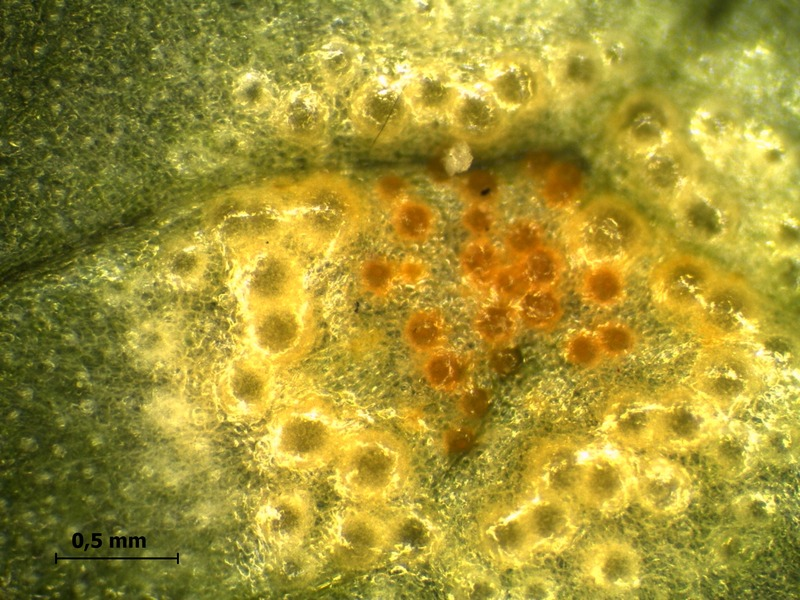
Aecia van look-populierenroest
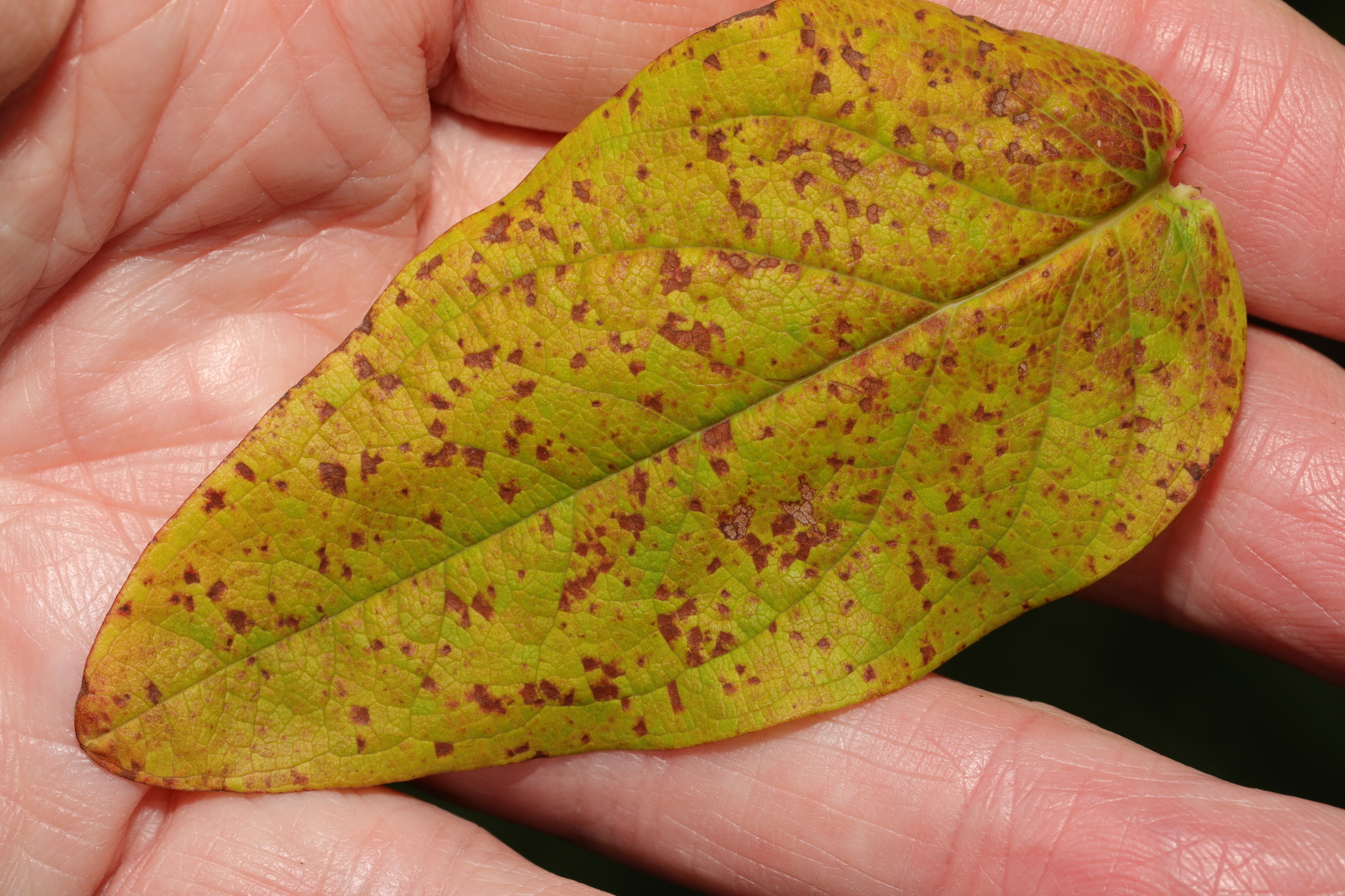
Spermogonia van hertshooiroest

## Taxonomie
De soorten zijn soms moeilijk van elkaar te onderscheiden. Zo bestaat veelzijdige populierenroest (Melampsora populnea) uit een complex van soorten, maar wordt door sommige botanici toch als een zelfstandige soort beschouwd.

## Soorten
Volgens Index Fungorum telt het geslacht 197 soorten en variëteiten (peildatum juli 2023):
| Soortnaam                                            | Auteur(s)                              | Publicatiejaar |
| ---------------------------------------------------- | -------------------------------------- | -------------- |
| Melampsora ×columbiana                               | G. Newc.                               | 2000           |
| Melampsora ×medusae-populina                         | Spiers                                 | 1994           |
| Melampsora abietis-canadensis                        | (Farl.) C.A. Ludw.                     | 1915           |
| Melampsora abietis-caprearum                         | Tubeuf                                 | 1902           |
| Melampsora abietis-populi                            | S. Imai                                | 1943           |
| Melampsora acalyphae                                 | Petch                                  | 1909           |
| Melampsora aegirina                                  | J. Kickx f.                            | 1867           |
| Melampsora aleuritis                                 | Cummins                                | 1951           |
| Melampsora allii-fragilis (Look-wilgenroest)         | Kleb.                                  | 1901           |
| Melampsora allii-populina (Look-populierenroest)     | Kleb.                                  | 1902           |
| Melampsora americana                                 | Arthur                                 | 1920           |
| Melampsora amygdalinae (Amandelwilgroest)            | Kleb.                                  | 1900           |
| Melampsora apocyni                                   | Tranzschel                             | 1891           |
| Melampsora arctica                                   | Rostr.                                 | 1888           |
| Melampsora ari-salicina                              | A. Raabe                               | 1939           |
| Melampsora balsamiferae                              | Thüm.                                  | 1881           |
| Melampsora berberifoliae                             | Kuprev.                                | 1957           |
| Melampsora berberifoliae                             | Kuprezicz                              | 1961           |
| Melampsora betulinum                                 | Desm.                                  | 1850           |
| Melampsora bigelowii                                 | Thüm.                                  | 1879           |
| Melampsora caballeroi                                | Unamuno                                | 1942           |
| Melampsora caprearum (Lariks-wilgenroest)            | (DC.) Thüm.                            | 1879           |
| Melampsora castagnei                                 | Thüm.                                  | 1879           |
| Melampsora castellana                                | Caball.                                | 1928           |
| Melampsora cerasi                                    | Schulzer                               | 1875           |
| Melampsora chelidonii-pierotii                       | Tak. Matsumoto                         | 1926           |
| Melampsora chelidonii-tremulae                       | Kleb.                                  | 1901           |
| Melampsora choseniae                                 | Azbukina & Koval                       | 1967           |
| Melampsora ciliata                                   | Barclay                                | 1891           |
| Melampsora coleosporioides                           | Dietel                                 | 1902           |
| Melampsora confluens                                 | (Pers.) H.S. Jacks.                    | 1918           |
| Melampsora congregata                                | Dietel                                 | 1888           |
| Melampsora cumminsii                                 | Bagyan. & Ramachar                     | 1984           |
| Melampsora cynanchi                                  | Thüm.                                  | 1877           |
| Melampsora cyparissiae                               | W. Müll.                               | 1907           |
| Melampsora daphnicola                                | (Dietel) Jørst.                        | 1934           |
| Melampsora dimorphospora                             | S. Kaneko & Hirats. f.                 | 1982           |
| Melampsora dupiasii                                  | Durrieu                                | 1963           |
| Melampsora durrieui                                  | Mayor                                  | 1971           |
| Melampsora epiphylla                                 | Dietel                                 | 1902           |
| Melampsora epitea (Waardrijke wilgenroest)           | Thüm.                                  | 1879           |
| Melampsora eucalypti                                 | Rabenh.                                | 1881           |
| Melampsora euonymi-incanae                           | Otto Schneid.                          | 1904           |
| Melampsora euphorbiae (Wolfsmelkroest)               | (Ficinus & C. Schub.) Castagne         | 1843           |
| Melampsora euphorbiae-amygdaloidis                   | W. Muell.                              | 1907           |
| Melampsora euphorbiae-cyparissiae                    | W. Muell.                              | 1907           |
| Melampsora euphorbiae-dulcis                         | G.H. Otth                              | 1869           |
| Melampsora euphorbiae-engleri                        | (Henn.) Henn.                          | 1914           |
| Melampsora euphorbiae-exiguae                        | W. Muell.                              | 1907           |
| Melampsora euphorbiae-geniculatae                    | F. Kern & Thurst.                      | 1944           |
| Melampsora euphorbiae-gerardianae                    | W. Muell.                              | 1907           |
| Melampsora euphorbiae-orientalis                     | Sawada                                 | 1943           |
| Melampsora euphorbiae-pepli                          | W. Muell.                              | 1907           |
| Melampsora euphorbiae-pilosae                        | Vatt. & D.K. Agarwal                   | 2001           |
| Melampsora euphorbiae-strictae                       | W. Muell.                              | 1907           |
| Melampsora euphorbiae-sulcatae                       | Unamuno                                | 1942           |
| Melampsora euphorbiae-tarokoensis                    | Hirats. f.                             | 1955           |
| Melampsora fagi                                      | Dietel & Neger                         | 1896           |
| Melampsora farlowii                                  | (Arthur) Davis                         | 1915           |
| Melampsora ferrinii                                  | Toome & Aime                           | 2014           |
| Melampsora galanthi-fragilis                         | Kleb.                                  | 1901           |
| Melampsora geniculata                                | Ramachar & Bhagyan.                    | 1977           |
| Melampsora geniculatae                               | Ramachar & Bhagyan.                    | 1977           |
| Melampsora graeca                                    | W. Muell.                              | 1907           |
| Melampsora hirculi                                   | Lindr.                                 | 1902           |
| Melampsora hissarica                                 | Faizieva                               | 1986           |
| Melampsora humboldtiana                              | Speg.                                  | 1912           |
| Melampsora humilis                                   | Dietel                                 | 1902           |
| Melampsora hyperici-montani                          | W. Müll.                               | 1906           |
| Melampsora hyperici-sampsonii                        | P. Zhao & L. Cai                       | 2021           |
| Melampsora hypericorum (Hertshooiroest)              | (DC.) J. Schröt.                       | 1871           |
| Melampsora idesiae                                   | Miyabe                                 | 1897           |
| Melampsora iranica                                   | Damadi, M.H. Pei, J.A. Sm. & M. Abbasi | 2011           |
| Melampsora junodii                                   | Doidge                                 | 1927           |
| Melampsora kamikotica                                | S. Kaneko & Hirats. f.                 | 1982           |
| Melampsora kiusiana                                  | Hirats. f.                             | 1943           |
| Melampsora klebahnii                                 | Bubák                                  | 1899           |
| Melampsora kupreviczii                               | Zenkova                                | 1964           |
| Melampsora kusanoi                                   | Dietel                                 | 1905           |
| Melampsora lapponum                                  | Lindf.                                 | 1913           |
| Melampsora laricis-daphnoidis                        | Kleb.                                  | 1904           |
| Melampsora laricis-miyabeanae                        | Miyabe & T. Matsumoto                  | 1915           |
| Melampsora laricis-nigricantis                       | W.G. Schneid.                          | 1904           |
| Melampsora laricis-opacae                            | Miyabe & T. Matsumoto                  | 1915           |
| Melampsora laricis-pentandrae (Kraakwilgroest)       | Kleb.                                  | 1897           |
| Melampsora laricis-populina (Lariks-populierenroest) | Kleb.                                  | 1902           |
| Melampsora laricis-purpureae                         | W.G. Schneid.                          | 1904           |
| Melampsora laricis-reticulatae                       | W.G. Schneid.                          | 1905           |
| Melampsora laricis-urbanianae                        | Tak. Matsumoto                         | 1920           |
| Melampsora leguminosarum                             | Rabenh.                                | 1871           |
| Melampsora linearis                                  | P. Zhao & L. Cai                       | 2021x          |
| Melampsora lini (Vlasroest)                          | (Ehrenb.) Thüm.                        | 1878           |
| Melampsora lini-cathartici                           | Kuprev.                                | 1957           |
| Melampsora liniperda                                 | (Körn.) Palm                           | 1910           |
| Melampsora lini-usitatissimi                         | Kuprev.                                | 1957           |
| Melampsora liquidambaris                             | Cooke                                  | 1878           |
| Melampsora lisianthi                                 | Pat.                                   | 1886           |
| Melampsora magnusiana                                | G.H. Wagner                            | 1896           |
| Melampsora medusae                                   | Thüm.                                  | 1878           |
| Melampsora medusae-populina                          | Spiers                                 | 1994           |
| Melampsora mercuriali-tremulae                       | Kleb.                                  | 1901           |
| Melampsora microsora                                 | Dietel                                 | 1902           |
| Melampsora microspora                                | Tranzschel & Erem.                     | 1939           |
| Melampsora microspora                                | Sawada                                 | 1943           |
| Melampsora minutissima                               | Opiz ex Bubák                          | 1904           |
| Melampsora monticola                                 | Mains                                  | 1917           |
| Melampsora multa                                     | Y.Z. Shang, M.H. Pei & Z.W. Yuan       | 1987           |
| Melampsora mundkurii                                 | Thirum.                                | 1941           |
| Melampsora mundkurii                                 | Thirum. ex Ramachar & Bhagyan.         | 1977           |
| Melampsora novae-zelandiae                           | G. Cunn.                               | 1928           |
| Melampsora oblonga                                   | Bagchee                                | 1950           |
| Melampsora occidentalis                              | H.S. Jacks.                            | 1917           |
| Melampsora osmaniensis                               | Bagyan. & Ramachar                     | 1984           |
| Melampsora pakistanica                               | B. Ali, Sohail & Mumtaz                | 2016           |
| Melampsora paradoxa                                  | Dietel & Holw.                         | 1901           |
| Melampsora passiflorae                               | Har.                                   | 1891           |
| Melampsora pedicularis                               | Voglino                                | 1896           |
| Melampsora periplocae                                | T. Miyake                              | 1913           |
| Melampsora piscariae                                 | H.S. Jacks.                            | 1918           |
| Melampsora pistaciae                                 | Castagne                               | 1851           |
| Melampsora populi                                    | Mont.                                  | 1851           |
| Melampsora populnea (Veelzijdige populierenroest)    | (Pers.) P. Karst.                      | 1878           |
| Melampsora pruinosae                                 | Tranzschel                             | 1912           |
| Melampsora puccinioides                              | G. Winter                              | 1886           |
| Melampsora pulcherrima (Tuinbingelkruidroest)        | Maire                                  | 1914           |
| Melampsora ribis                                     | Durrieu                                | 1979           |
| Melampsora ribis-auritae                             | Kleb.                                  | 1904           |
| Melampsora ribis-epitea                              | Kleb.                                  | 1914           |
| Melampsora ribis-grandifoliae                        | Otto Schneid.                          | 1906           |
| Melampsora ribis-viminalis (Ribes-katwilgroest)      | Kleb.                                  | 1900           |
| Melampsora rostrupii                                 | G.H. Wagner                            | 1896           |
| Melampsora ruspoliana                                | Henn.                                  | 1896           |
| Melampsora salacis-viminalis                         | Y.Z. Wang & L. Guo                     | 1980           |
| Melampsora salicina                                  | Desm.                                  | 1847           |
| Melampsora salicina                                  | (Pers. ex DC.) Rabenh.                 | 1857           |
| Melampsora salicis-albae (Daslook-schietwilgroest)   | Kleb.                                  | 1901           |
| Melampsora salicis-argyraceae                        | P. Zhao & Yamaoka                      | 2015           |
| Melampsora salicis-bakko                             | P. Zhao                                | 2016           |
| Melampsora salicis-cavaleriei                        | F.L. Tai                               | 1947           |
| Melampsora salicis-cupularis                         | Y.C. Wang                              | 1949           |
| Melampsora salicis-delavayanae                       | P. Zhao & L. Cai                       | 2021           |
| Melampsora salicis-futurae                           | P. Zhao & L. Cai                       | 2017           |
| Melampsora salicis-michelsonii                       | C.M. Tian & L.L. Wang                  | 2020           |
| Melampsora salicis-polyadeniae                       | Y. Xue & L.P. Shao                     | 2014           |
| Melampsora salicis-purpureae                         | P. Zhao & Yamaoka                      | 2015           |
| Melampsora salicis-reinii                            | P. Zhao & Kakish.                      | 2015           |
| Melampsora salicis-sinicae                           | P. Zhao, C.M. Tian & Y.J. Yao          | 2014           |
| Melampsora salicis-triandrae                         | P. Zhao & L. Cai                       | 2017           |
| Melampsora salicis-viminalis                         | Jaap                                   | 1900           |
| Melampsora salicis-wallichianae                      | Ulbr.                                  | 1938           |
| Melampsora salicis-warburgii                         | Sawada                                 | 1931           |
| Melampsora sancti-johannis                           | Barclay                                | 1890           |
| Melampsora scleriae                                  | Pat.                                   | 1887           |
| Melampsora serissicola                               | Y.Z. Shang, R.X. Li & D.S. Wang        | 1990           |
| Melampsora stellerae                                 | Teich                                  | 1934           |
| Melampsora stereospermi                              | T.S. Ramakr. & K. Ramakr.              | 1949           |
| Melampsora syntherismae                              | Sawada                                 | 1944           |
| Melampsora tsinlingensis                             | Z.M. Cao & J.Y. Zhuang                 | 2000           |
| Melampsora vaccinii                                  | Westend.                               | 1861           |
| Melampsora vernalis                                  | Niessl                                 | 1881           |
| Melampsora yezoensis                                 | Miyabe & T. Matsumoto                  | 1915           |
| Melampsora yoshinagae                                | Henn.                                  | 1903           |